# Церква святого Іоанна Хрестителя (Брест, Північна Македонія)
Церква Святого Іоанна Хрестителя (мак. Црква „Св. Јован Крстител“) — церква у с. Брест, общини Македонськи-Брод в Македонії. Освячена в ім'я Святого Іоанна. Закладний камінь був освячений 17 липня 2004 року Митрополитом Тимотеєм (Тимофієм).